# 马尔康杜鹃
马尔康杜鹃（学名：Rhododendron barkamense）为杜鹃花科杜鹃花属下的一个种。

## 扩展阅读
維基物種上的相關：马尔康杜鹃